# Loúkia
Loúkia, en grec moderne : Λούκια, est un village du dème de Gortyne, dans le district régional de Héraklion, de la Crète, en Grèce. Selon le recensement de 2011, la population de Loúkia compte 155 habitants.
Le village est situé à une altitude de 360 mètres et à une distance de 67 km de Héraklion. 

## Recensements de la population
La plus ancienne mention écrite relative au village est faite dans un document de 1368, avec le nom de Luchia. Francesco Barozzi le mentionne  en 1577 sous le nom de Lucchia, dans la province de Monofatsíou. Dans le recensement vénitien, de 1583, par Castrofilaca, il est mentionné en tant que Luchia avec 57 habitants. Le cartographe Francesco Basilicata, en 1630, le mentionne également sous le nom de Luchia, tandis que le recensement ottoman de 1671 l'indique sous le nom de Luka. Dans le recensement de 1834, mené par les Égyptiens, il est appelé Lukia avec 8 familles, toutes chrétiennes.
Lors du recensement de 1881, Loúkia a  une population purement chrétienne, avec 84 habitants, et fait partie de la municipalité de Chárakas.
| Recensements | 1900 | 1920 | 1928 | 1940 | 1951 | 1961 | 1971 | 1981 | 1991 | 2001 | 2011 |
| ------------ | ---- | ---- | ---- | ---- | ---- | ---- | ---- | ---- | ---- | ---- | ---- |
| Population   | 135  | 167  | 198  | 253  | 291  | 269  | 230  | 238  |      | 191  | 155  |